# Greta Hedin
Pour les articles homonymes, voir Hedin (homonymie).
Greta Hedin, née le 21 mars 1889 à Göteborg et morte le 14 juin 1949 dans la même ville, est une historienne de la littérature suédoise. Elle est présidente de l'Association suédoise des femmes diplômées des universités en 1948.

## Biographie
Greta Hedin est la fille de  Anders Peter Hedin, maître de poste, et de son épouse, Emelie née Jacobsen. Elle s'inscrit en 1905 au lycée de filles de Göteborg et obtient son diplôme de fin d'études secondaires en 1908. Elle s'inscrit à l'Université d'Uppsala en automne de la même année et obtient un master en philosophie en 1912. Après son diplôme universitaire, elle obtient un poste d'enseignante d'anglais et de langue et littérature suédoise à son ancienne école de Göteborg et s'inscrit à l'université de Göteborg, en licence d'histoire littéraire. Elle s'investit en même temps dans la création d'une association locale de la Akademiskt bildade kvinnors förening (Association des femmes diplômées) (ABKF) à Gôteborg. Elle soutient en 1928 une thèse de doctorat sur le Manhemsförbundet à l'université de Göteborg. Elle est nommée maître de conférences associée d'histoire littéraire en 1929 et de 1930 à 1935, directrice d'études dans le lycée de filles où elle enseigne à Göteborg.
Dans ses recherches littéraires, Hedin s'intéressait principalement à l'histoire des idées  et de l'éducation. Dans son travail universitaire, elle a apporté plusieurs contributions approfondies à l'étude du Néoromantisme et du gothique. Elle est vice-présidente du Folkpartiet à Göteborg de 1937 à 1948, et vice-présidente de 1942 à 1948 puis présidente en 1948 de l'Association suédoise des femmes diplômées des universités. Elle collabore au Nordens frihet (sv).